# 梅濟耶爾圍城戰
梅濟耶爾圍城戰發生於1521年，是意大利戰爭的一場重要圍城戰，該鎮被神聖羅馬帝國的軍隊包圍，由巴亞爾指揮的法國軍隊保衛。
在圍攻期間堡壘由僅由1,000名法軍保衛，被約35,000名帝國士兵包圍，圍攻持續了六週，巴亞爾的軍隊陷入了絕境，而其他地區的法軍無法提供支援。
巴亞爾寫給法蘭西斯一世一封假信，他知道這封信會被敵人截獲。信件中他告訴國王，梅濟耶爾的補給充足，防禦嚴密，可以承受長時間的圍攻，不需要提供援助。帝國軍隊被這個消息欺騙了，決定撤退。
圍攻以失敗告終，法軍的堅決抵抗讓法蘭西斯一世有更多時間集結力量對抗神聖羅馬帝國的軍隊。